# 仏性
仏性（ぶっしょう、梵: Buddha-dhātu）とは、衆生が持つ仏としての本質、仏になるための原因のこと。主に『涅槃経』で説かれる大乗仏教独特の教理である。覚性（かくしょう）とも訳される。
仏教では、この仏性を開発（かいはつ）し自由自在に発揮することで、煩悩が残された状態であっても全ての苦しみに煩わされることなく、また他の衆生の苦しみをも救っていける境涯を開くことができるとされる。この仏性が顕現し有効に活用されている状態を成仏と呼び、仏法修行の究極の目的とされている。
『法華経』では、仏種（ぶっしゅ、梵: Buddha-gotra）「仏の種姓」、『勝鬘経』では、如来蔵（にょらいぞう、梵: Tathāgata-garbha）などと、さまざまな表現がされるが、基本的に仏性と同じ意義である。ただし仏性には如来蔵のように「煩悩が付着して隠れている」という意味はない。

## 宗派による見解の違い

### 歴史的な流れ
仏教全体として「すべての衆生が仏性を持つ」という統一見解はなく、以下のように宗派により見方は異なっている。
まず、原始仏教の時代には仏性という観念はまだなかった。
釈迦入滅後、根本分裂が起こり、また西暦100年ごろには枝末分裂（しまつぶんれつ）が起こり、両派あわせて20前後の部派が成立した。この当時の部派仏教では、誰でもが悟れるのか、あるいは一部の人しか悟れないのか、などという様々な議論が起こった。
部派仏教では、この穢れた世界（娑婆世界、穢土）に生まれて苦しみを受けるのは煩悩（漏、巴: āsava）によるものであると捉え、出家して厳しい戒律を保つことによって煩悩を断ち切り阿羅漢になることを目的とする。原始仏典以来、漏を断尽して二度と生まれかわることのない人がブッダであり阿羅漢であって、阿羅漢はブッダの同義語であった。しかし部派仏教では、いつしか阿羅漢ということばはブッダと区別された限定的な意味に用いられるようになった。部派仏教の人々にとって目標は阿羅漢であり、成仏をめざすことは不遜であった。部派の有部論書ではブッダの偉大さが強調され、菩薩のたどるブッダへの道はきわめて特別なものであって、凡夫が煩悩を断ちきって阿羅漢になる道とは隔絶しているとされた。
これに対して、大乗仏教では、阿羅漢を小乗の聖者とみなした。また大乗仏教の教理では、誰もが救われることを主眼に置き、出家はもちろん在家でも救われると考えられ、誰もが仏になれる可能性があるとした。つまり衆生に仏性があるという考え（如来蔵思想）が生まれた。
仏性について、特に積極的に説いたのは、初期大乗仏教の経典『法華経』である。それ以前の経典では成仏できないとされていた部類の衆生にも二乗成仏・女人成仏・悪人成仏などが説かれた。さらに、その後成立した『大般涅槃経』では、一切の衆生に仏性が等しく存在すること一切衆生悉有仏性（いっさいしゅじょうしつうぶっしょう）が説かれた。
しかしどの仏典でも同様に説かれたわけではなく、さらに時代を下った後期に成立した大乗経典であり、法相宗が所依とした『解深密経』などでは、衆生には明らかに機根の差があるため誰もが成仏できるわけではない、『法華経』が一乗を説くのは能力のない衆生が意欲をなくすのを防ぐための方便である、と説いた。

### 宗派による違い
上記のような各仏典の成立の前後関係が判明したのは、近代の科学的な史料批判の後である。
それ以前においては、仏典の前後関係及び価値の軽重は、宗派的視点により決められた（教相判釈）。
特に有名なものは、天台宗の智顗による五時八教の教相判釈である。智顗によれば『解深密経』は『法華経』や『涅槃経』より以前に説かれた、古い教えである方等部の経典で権大乗（仮に説かれた方便の教え）であり、『法華経』に導く手前の教えとした。すなわち、五時八教では『解深密経』よりも後に説かれたとする『法華経』や『涅槃経』を優先し、一切衆生悉有仏性説こそ正しいとした。この点では、上記の現代における研究の結果である『解深密経』が『法華経』よりも遅い成立であるとする考えとは一致していないことになる。
さらに日本の天台宗では、仏性を衆生（人間）に限らず、山川草木や生類すべてに仏性があるとする考え一切悉有仏性（いっさいしつうぶっしょう）までが、後世に生まれた。
日本仏教では、奈良仏教（法相宗等）は全体として成仏への道程は人の機根に応じて違いがあるとするのに対して、平安仏教（天台宗・真言宗）では悉有仏性説（しつうぶっしょうせつ）を説いた。
時代が下り、禅宗・日蓮宗になるとことさらに女人も成仏できると主張するように変化した。
このように、仏性や一切衆生悉有仏性は、仏教全体に共通する教義ではない。
しかし現在の日本仏教では、法相宗などの一部の宗派を除き、仏性・一切悉有仏性・如来蔵を説く宗派が多勢を占めている。

## 三因仏性
『大般涅槃経』獅子吼（ししく）菩薩品（ぼさつほん）に説かれるものを智顗が整合し確立した、成仏のための3つの要素を三因仏性という。
- 正因仏性（しょういんぶっしょう） - 本性としてもとから具わっている仏性のこと
- 了因仏性（りょういんぶっしょう） - 仏性を照らし出す智慧や、その智慧によって 発露（ほつろ）した仏性のこと
- 縁因仏性（えんいんぶっしょう） - 智慧として発露するための縁となる善なる行いのこと

三因仏性は通常は智顗の説を指す場合が多いが、世親の『摂大乗論』や『仏性論』には次の3つを説き、これを三因仏性という場合もある。
- 自性住仏性（じしょうじゅうぶっしょう） - 本性としてもとから具わっている仏性のこと
- 引出仏性（いんしゅつぶっしょう） - 修行により引き出されて露見する仏性のこと
- 至得果仏性（しとくかぶっしょう） - 上記の2つが仏果として完成し成仏して実った仏性のこと

## 関連文献
- 高崎直道訳注 『如来蔵系経典　大乗仏典12』 中央公論社、新版中公文庫、2004年